# Vale of Glamorgan (circonscription du Senedd)
Ne doit pas être confondu avec Vale of Glamorgan (circonscription britannique).
Vale of Glamorgan est une circonscription de l'Assemblée nationale du pays de Galles.

## Membres de l'Assemblée
| Élection | Élection | Membre    | Parti  | Portrait |
| -------- | -------- | --------- | ------ | -------- |
|          | 1999     | Jane Hutt | Labour |          |

## Élections

### Élections dans les années 2010
| Élections de l'Assemblée galloise 2016: Vale of Glamorgan |                   |                  |        |       |      |
| Parti                                                     | Parti             | Candidat         | Votes  | %     | ±    |
|                                                           | Labour            | Jane Hutt        | 14,655 | 38.8  | −8.6 |
|                                                           | Conservateur      | Ross England     | 13,878 | 36.7  | +0.7 |
|                                                           | Plaid Cymru       | Ian Johnson      | 3,871  | 10.2  | −1.9 |
|                                                           | UKIP              | Lawrence Andrews | 3,662  | 9.7   | +9.7 |
|                                                           | Liberal Democrats | Denis Campbell   | 938    | 2.5   | −2.1 |
|                                                           | Green             | Alison Haden     | 794    | 2.1   | +2.1 |
| Majorité                                                  | Majorité          | Majorité         | 777    | 2.1   | -9.3 |
| Participation                                             | Participation     | Participation    | 37,932 | 53.1  | +6.4 |
|                                                           | Labour hold       | Labour hold      | Swing  | -4.65 |      |

| Élections de l'Assemblée galloise 2011: Vale of Glamorgan |                   |                    |        |      |       |
| Parti                                                     | Parti             | Candidat           | Votes  | %    | ±     |
|                                                           | Labour            | Jane Hutt          | 15,746 | 47.4 | +13.2 |
|                                                           | Conservateur      | Angela-Jones Evans | 11,971 | 36.0 | +2.1  |
|                                                           | Plaid Cymru       | Ian Johnson        | 4,024  | 12.1 | −1.8  |
|                                                           | Liberal Democrats | Damian Chick       | 1,513  | 4.5  | −6.6  |
| Majorité                                                  | Majorité          | Majorité           | 3,775  | 11.4 | +11.1 |
| Participation                                             | Participation     | Participation      | 33,254 | 46.7 | −2.2  |
|                                                           | Labour hold       | Labour hold        | Swing  | +5.6 |       |

### Élections dans les années 2000
| Élections de l'Assemblée galloise 2007: Vale of Glamorgan |                   |                  |        |       |      |
| Parti                                                     | Parti             | Candidat         | Votes  | %     | ±    |
|                                                           | Labour            | Jane Hutt        | 11,515 | 34.2  | −9.8 |
|                                                           | Conservateur      | Gordon C. Kemp   | 11,432 | 33.9  | −0.5 |
|                                                           | Plaid Cymru       | Barry I. Shaw    | 4,671  | 13.9  | −0.2 |
|                                                           | Liberal Democrats | Mark J. Hooper   | 3,758  | 11.2  | +3.8 |
|                                                           | UKIP              | Kevin P. Mahoney | 2,310  | 6.9   | N/A  |
| Majorité                                                  | Majorité          | Majorité         | 83     | 0.2   | −9.3 |
| Participation                                             | Participation     | Participation    | 33,686 | 48.9  | +8.2 |
|                                                           | Labour hold       | Labour hold      | Swing  | -4.65 |      |

| Élections de l'Assemblée galloise 2003: Vale of Glamorgan |                   |                     |        |      |      |
| Parti                                                     | Parti             | Candidat            | Votes  | %    | ±    |
|                                                           | Labour            | Jane Hutt           | 12,267 | 44.0 | +9.1 |
|                                                           | Conservateur      | David Melding       | 9,614  | 34.5 | +2.4 |
|                                                           | Plaid Cymru       | Chris Franks        | 3,921  | 14.1 | −9.9 |
|                                                           | Liberal Democrats | Nilmini P. De Silva | 2,049  | 7.4  | −1.6 |
| Majorité                                                  | Majorité          | Majorité            | 2,653  | 9.5  | +6.3 |
| Participation                                             | Participation     | Participation       | 27,851 | 40.7 | −7.8 |
|                                                           | Labour hold       | Labour hold         | Swing  | +3.4 |      |

### Élections dans les années 1990
| Élections de l'Assemblée galloise 1999: Vale of Glamorgan |                                  |               |        |      |     |
| Parti                                                     | Parti                            | Candidat      | Votes  | %    | ±   |
|                                                           | Labour                           | Jane Hutt     | 11,448 | 34.9 | N/A |
|                                                           | Conservateur                     | David Melding | 10,522 | 32.1 | N/A |
|                                                           | Plaid Cymru                      | Chris Franks  | 7,848  | 24.0 | N/A |
|                                                           | Liberal Democrats                | Frank Little  | 2,938  | 9.0  | N/A |
| Majorité                                                  | Majorité                         | Majorité      | 926    | 2.8  | N/A |
| Participation                                             | Participation                    | Participation | 32,756 | 48.5 | N/A |
|                                                           | Labour Vainqueur (nouveau siège) |               |        |      |     |